# Auke (prénom)
Pour les articles homonymes, voir Auke.
Auke est un prénom masculin de frison occidental, diminutif de Auguste.

## Personnalités portant ce prénom
- Auke Adema (en) (1907-1976), patineur de vitesse néerlandais
- Auke Bloembergen (en) (1927-2016), juriste et professeur néerlandais
- Auke Hulst (en) (né en 1975), nouvelliste et musicien néerlandais
- Auke Stellingwerf (en) (1635-1665), amiral néerlandais
- Auke Tellegen (en) (né en 1930), psychologue et professeur américain
- Auke Zijlstra (né en 1964), homme politique néerlandais